# نبرد اوپیس
نبرد اوپیس یکی از نبردهای کوروش بزرگ بود که در سپتامبر ۵۳۹ پیش از میلاد رخ داد، این نبرد باعث ضمیمه شدن امپراتوری بابل نو به خاک هخامنشیان شد. مکان دقیق این نبرد شهر اُپیس بر روی رودخانهٔ دجله در ۸۰ کیلومتری بغداد امروزی بوده‌است، تصور می‌شود برای رسیدن به اپیس باید از رودخانه عبور می‌کردند، گزنفون  مورخ یونانی، یک پل در آن‌جا برای عبور را توصیف می‌کند.

## عملیات
مهم‌ترین شخصیت بابلی که به ایران پناهنده شده بود، اوگبارو یا گوبارو (به یوانی گوبریاس) فرماندار گوتیوم در زاگرس بود. کوروش و متحد تازه اش برای حمله به بابل می‌بایست دیوار ماد را دور می‌زدند که از سیپار بر کنار فرات تا اوپیس بر کنار دجله کشیده شده بود و درازای آن تقریباً ۳۸ کیلومتر بود. ممکن است کوروش دجله را فقط از سوی جنوب اوپیس دور زده باشد. نظر اسمیت این است که مسیر دجله، پیش از حمله به اوپیس، تغییر داده شده بود. برابر رویدادنامه نبونعید، در ماه سپتامبر بود که کوروش و نبونعید درگیر شدند «در اوپیس، بر روی دجله، با سپاه اکد نبرد کرد، مردم عقب نشینی نشستند، او غارت کرد و مردم را کشت(کوروش یا نبونعید؟).» ایرانیان در دهم اکتبر با وارد کردن تلفات سنگین به دشمن قادر به فتح سیپار شدند.

## تاریخ‌نگاری
مهمترین منبع تاریخی این نبرد، رویدادنامه نبونعید که بخشی از مجموعه رویدادنامه بابلی است و تاریخ بابل باستان را روایت می‌کند. اطلاعات اندکی نیز از طریق استوانه کوروش به دست آمده‌است. اطلاعات بیشتر توسط تاریخ نگاران یونانی، هرودوت و کسنوفون، فراهم شده‌است. البته، هیچ‌یک از این نامی از این نبرد نبرده‌اند و اطلاعات آنها تفاوت بسیاری با روایت منابع بابلی و پارسی دارد. تاریخ پژوهان ترجیح می‌دهند که بر اساس رویدادنامه نبونعید که معاصر زمان نبرد بوده‌است، آن را روایت کنند. این رویدادنامه بر حوادث امپراتوری بابل نو متمرکز است و اطلاعات اندکی دربارهٔ رویدادهای پیرامون آن به دست می‌دهد. هرچند شرح حوادث سال ۵۳۹ پیش از میلاد به‌طور دست نخورده در اختیار است، اما اطلاعات کمی دربارهٔ فعالیت‌های کوروش پیش از این سال ارائه کرده‌است. همچنین، به جهت فقدان اطلاعات سال‌های ۵۴۷ تا ۵۳۹ پیش از میلاد، عملاً، ارزش اطلاعات سال ۵۳۹ کاهش می‌یابد.